# SEQUENCE MEDITATION 〜超電導思考回路〜
『SEQUENCE MEDITATION 〜超電導思考回路〜』（シークエンス・メディテーション〜ちょうでんどうしこうかいろ〜）は1998年6月24日にリリースされたaccessのベストアルバム。発売元はファンハウス。

## 概要
1994年8月から12月にかけてリリースされた9thシングル「DRASTIC MERMAID」10thシングル「SCANDALOUS BLUE」11thシングル「TEAR'S LIBERATION」にカップリング曲として収録されていた「SEQUENCE MEDITATION 〜超電導思考回路〜」の第一楽章、第二楽章、第三楽章を一枚にまとめたベストアルバム。浅倉大介のベストアルバム『DA's BEST WORKS '91〜'95』と同時リリース。累計売上は0.5万枚を記録した。ファンハウスが独自に企画した作品のため、accessおよび浅倉大介の公式ディスコグラフィ等には本作は記載されていない。access名義の作品であるが、全編インストゥルメンタルのため、貴水博之のボーカルは収録されていない。

## 収録曲
| 全作曲・編曲: 浅倉大介。 |                                                          |           |            |              |      |
| #                        | タイトル                                                 | 作詞      | 作曲・編曲 | アーティスト | 時間 |
| 1.                       | 「SEQUENCE MEDITATION 〜超電導思考回路〜 第一楽章 覚醒」 |           | 浅倉大介   | access       | 9:28 |
| 2.                       | 「SEQUENCE MEDITATION 〜超電導思考回路〜 第二楽章 混乱」 |           | 浅倉大介   | access       | 9:47 |
| 3.                       | 「SEQUENCE MEDITATION 〜超電導思考回路〜 第三楽章 解放」 |           | 浅倉大介   | access       | 9:59 |
| 合計時間:                | 合計時間:                                                | 合計時間: | 29:14      |              |      |